# 0 января
0 января (нулевое января) — несуществующая календарная дата, используемая в некоторых астрономических и технических материалах.

## В астрономии
0 января можно встретить в годовых эфемеридах, где оно условно заменяет 31 декабря предыдущего года. Это делается для того, чтобы все даты, упомянутые в эфемериде, датировались одним и тем же годом.
В 1955 году на съезде Международного астрономического союза была принята особая версия юлианского календаря, начинавшегося в полдень 0 января 1900 года. Таким образом эта дата стала дублинским юлианским днём.

## В программном обеспечении
Если создать в программе Microsoft Excel ячейку в формате «дата/время» и ввести туда 0, программа выведет 0 января 1900 года.